# Mäntsälä

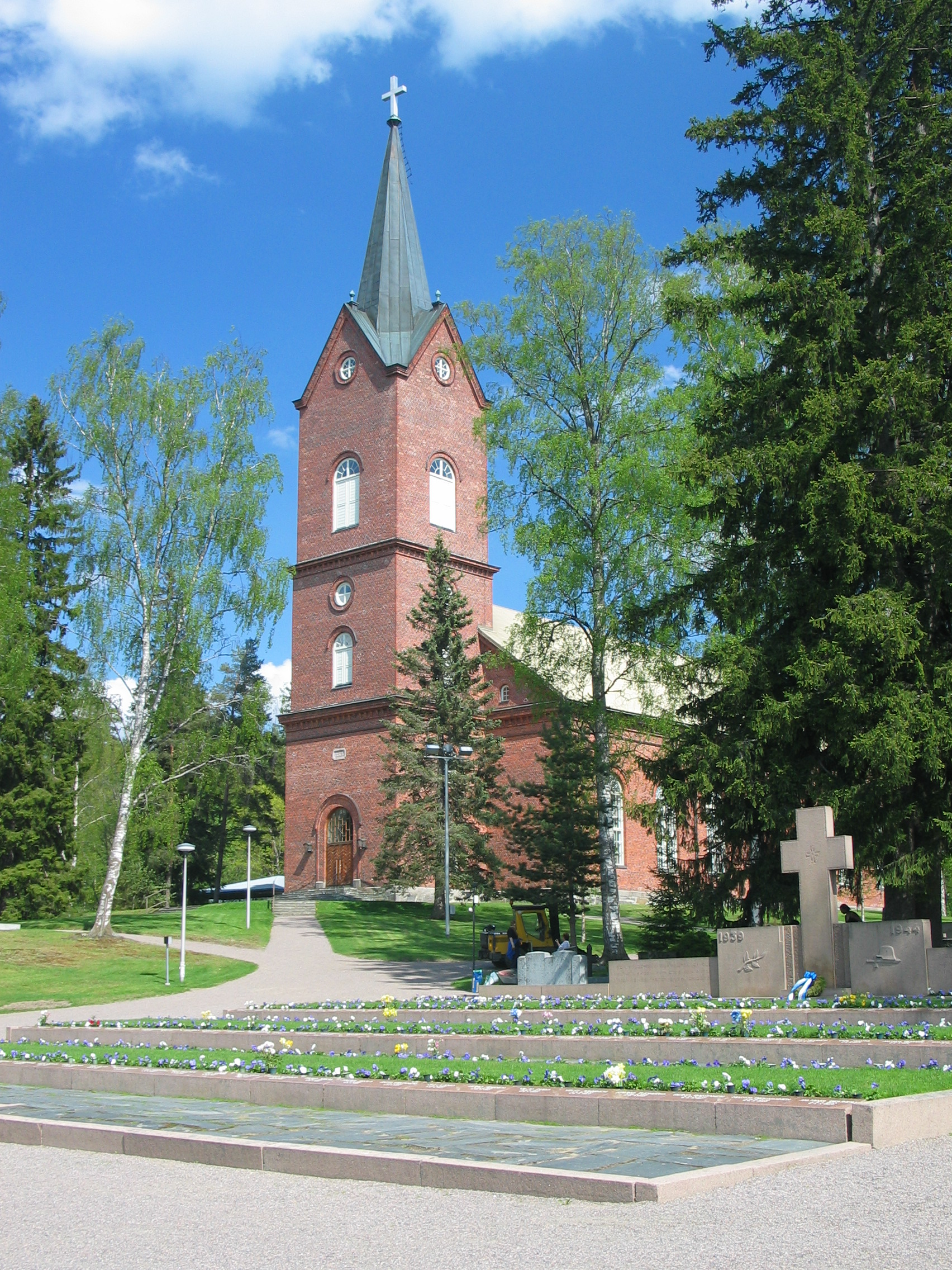
Nhà thờ Mäntsälä hoàn thành năm 1866.

Mäntsälä (/ˈmæntsælæ/) là một đô thị của Phần Lan.
Đô thị này tọa lạc tại tỉnh Nam Phần Lan trong vùng Uusimaa. Đô thị này có dân số 18,652  Lưu trữ ngày 20 tháng 2 năm 2007 tại Wayback Machine với diện tích là 595,98 km² trong đó có 15,01 km² là diện tích mặt nước. Mật độ dân số là 31,3 người trên mỗi km².
Mäntsälä có cự ly 60 km về phía bắc thủ đô Helsinki.
Đô thị này chỉ sử dụng tiếng Phần Lan.
Mäntsälä được thành lập năm 1585, khi nhà thờ của cộng đồng đầu tiên được xây tại đây. Nhà thờ hiện nay được hoàn thành năm 1866.